# Ветар во кутиче кибрит
„Ветар во кутиче кибрит” је југословенски и македонски ТВ филм из 1970. године. Режирала га је Лидија Вељанова а сценарио је написао Зоран Јовановић.

## Улоге
| Глумац           | Улога |
| ---------------- | ----- |
| Сабина Ајрула    |       |
| Кирил Андоновски |       |
| Анче Џамбазова   |       |
| Чедо Христов     |       |
| Славко Нинов     |       |